# Косноязычие
Косноязы́чие, Тупоречие: 
- недостаток речи (дефект произношения), заключающийся в неправильном образовании звуков (звуков алфавита), соответствующих отдельным буквам и прочее, просторечное и устаревшее название для дефектов произношения.
- характеристика способности человека выражать свои мысли во время общения или письма: неясность, невнятность, невыразительность, неточность, повторяемость и неправильность речи или письма.

Косноязы́чный человек тот у кого язык коснит, спотыкаясь, заикаясь, либо произносит слова с трудом, неясно, невольно переиначивая некоторые звуки; заика, спотыка, а иногда и гугнивый.

## Дефект произношения
Недостаток речи, заключающийся в неправильном образовании звуков, соответствующих отдельным буквам.
При крайнем развитии этого недостатка речь становится совершенно непонятной, похожей на детский лепет. Если же он выражен в умеренной степени, то можно отлично понимать косноязычную речь; только она приобретает неприятный для слуха оттенок, причем неправильный выговор распространяется то на все звуки, то, в большинстве случаев, — лишь на некоторые.
Для правильной оценки этого порока речи нужно иметь в виду, что способность произносить звуки, соответствующие определённым буквам, помимо правильного развития речевых органов, зависит от национальных особенностей. Во многих языках имеются звуки, совершенно несвойственные другим, и их не удается правильно выговорить человеку, которому данный язык чужд, хотя бы он отлично владел несколькими другими языками. Нередко косноязычие сводится к такой неспособности и по отношению к некоторым звукам родного языка, преимущественно по отношению к звукам «р», «л», далее «с», «г», «к», а также к некоторым гласным, которые произносятся неясно, расплывчато. Эти виды косноязычия, получившие технические обозначения (rhotacismus, lambdacismus, sigmatismus и проч.), наблюдаются при совершенно правильном развитии речевых органов. Их нужно считать функциональными расстройствами, в том смысле, что в основе их не лежат какие-нибудь анатомические уклонения от нормы в аппарате звукообразования, и нередко они обусловлены как бы дурным воспитанием речи, недостаточным и неправильным упражнением. Иногда такого рода косноязычие сочетается с заиканием.
Кроме того, косноязычие может зависеть от механических причин, именно от недостатков во внешних органах речи. Малейшая неправильность в устройстве неба, языка, губ, гортани, также зубов неизбежно должна отражаться на свойстве звуков. Такие неправильности могут быть врожденными, напр. заячья губа, расщепление нёба, малоподвижность языка вследствие чрезмерной плотности и короткости его уздечки и др.; они могут также быть приобретенными в зависимости от болезненных процессов, приводящих к параличу небной занавески, прободению неба, тугоподвижности языка вследствие рубцовых стягиваний и т. п.
Уже ввиду перечисленных условий, лежащих в этих случаях в основе косноязычия, понятно, что оно может быть весьма различно по степени и по характеру и в одних случаях отражаться на всей речи, в других лишь на определённых буквах. Точно так же косноязычие может быть исцелено, если вызвавший его недостаток речевых органов доступен устранению путём лечения или оперативного вмешательства.

## Характеристика
Характеристика способности человека выражать свои мысли во время общения или письма: неясность, невнятность, невыразительность, неточность, повторяемость и неправильность речи или письма. Неумение человека правильно строить речь (как устную, так и письменную), правильно применять значение слов и словосочетаний, говорить и писать легко, свободно и понятно. 